# Commonwealth Bank Tennis Classic 2004
Il Commonwealth Bank Tennis Classic 2004 è stato un torneo di tennis giocato sul cemento. È stata la 10ª edizione del Commonwealth Bank Tennis Classic, che fa parte della categoria Tier III nell'ambito del WTA Tour 2004. Si è giocato al Grand Hyatt Bali di Bali, in Indonesia, dal 13 al 19 settembre 2004.

## Campionesse

### Singolare
Svetlana Kuznecova ha battuto in finale  Marlene Weingärtner con il punteggio di 6–1, 6–4

### Doppio
Anastasija Myskina /  Ai Sugiyama hanno battuto in finale  Svetlana Kuznecova /  Arantxa Sánchez Vicario con il punteggio di 6–3, 7–5